# Gachantivá
Gachantivá es un municipio colombiano ubicado a unos 57 km al noroccidente de Tunja en la Provincia de Ricaurte en el departamento de Boyacá, llamado inicialmente «capitán de Gachas». Fue fundado en 1715, en una época de un fuerte dominio español cuando se produjeron grandes desplazamientos indígenas.

## Historia
En la época de la Colonia, los padres dominicos escogieron este lugar como un sitio apropiado para levantar sus capillas con diseños arquitectónicos rudimentarios y ser la cuna de Juan José Neira. La vieja iglesia de Gachantivá así lo demuestra. A inicios de los años de 1840, la mayoría de los jóvenes se trasladaron al sitio llamado Quebradas donde instalaron sus viviendas, debido al auge en la explotación del cobre en la vereda de Minas. Este sitio era abundante en aguas y praderas y poco a poco la población se fue trasladando dejando solos a los viejos y a un cura testarudo (Relato de Manuel Ancizar, Peregrinación del Alpha). Finalmente en 1972 el sacerdote de la época de apellido Borrás decidió trasladar la parroquia al Sitio Quebradas, lugar actual de la población.
del 1905

## Sitios y eventos de interés
- Laguna Las Coloradas
- Laguna Las Coloradas

- Cascada La Periquera
- Cascadas La Honda
- Cascada Puente Micos
- Cascada Casequilla
- Ruinas de Gachantivá Viejo

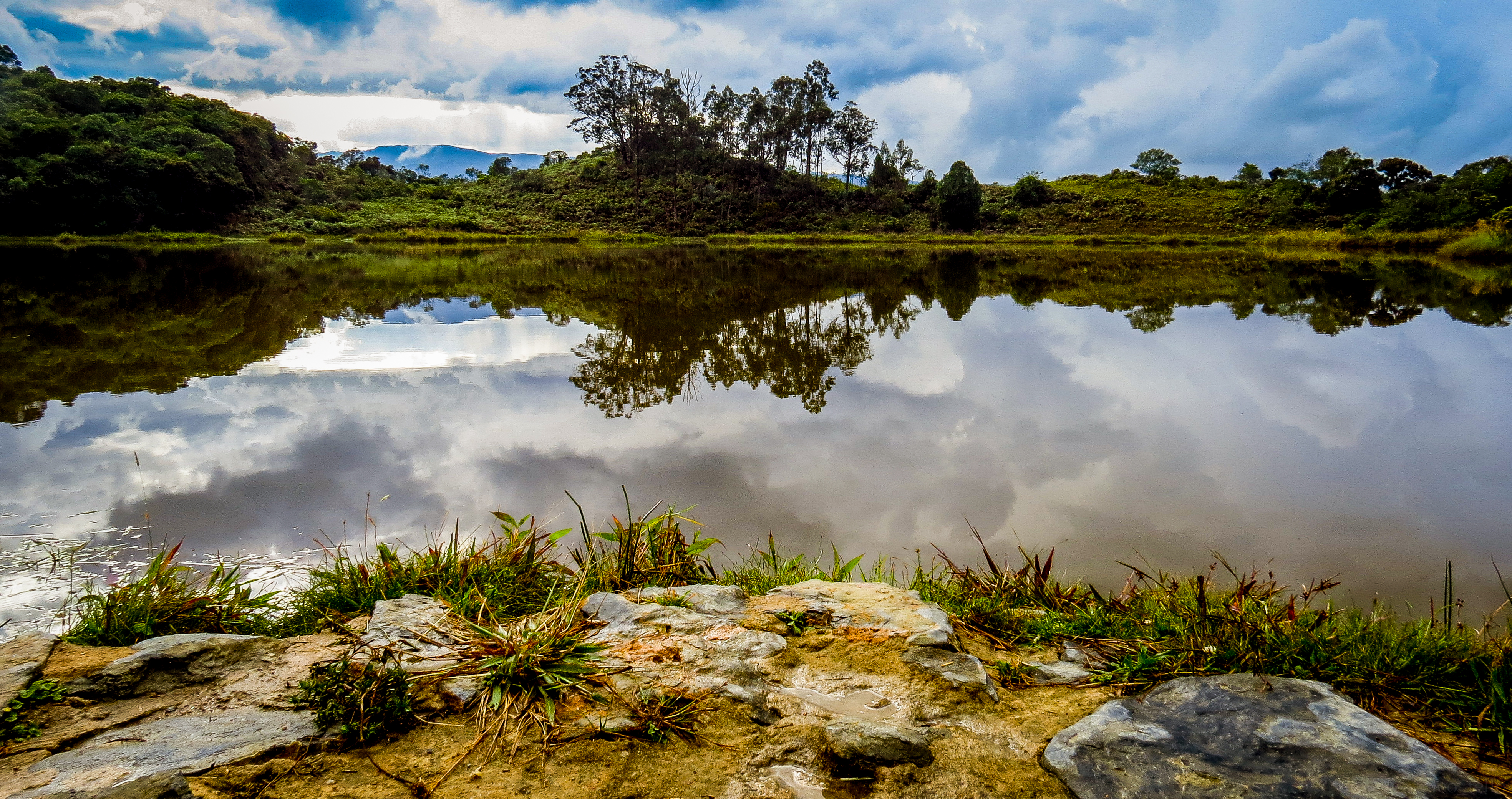
Laguna Las Coloradas
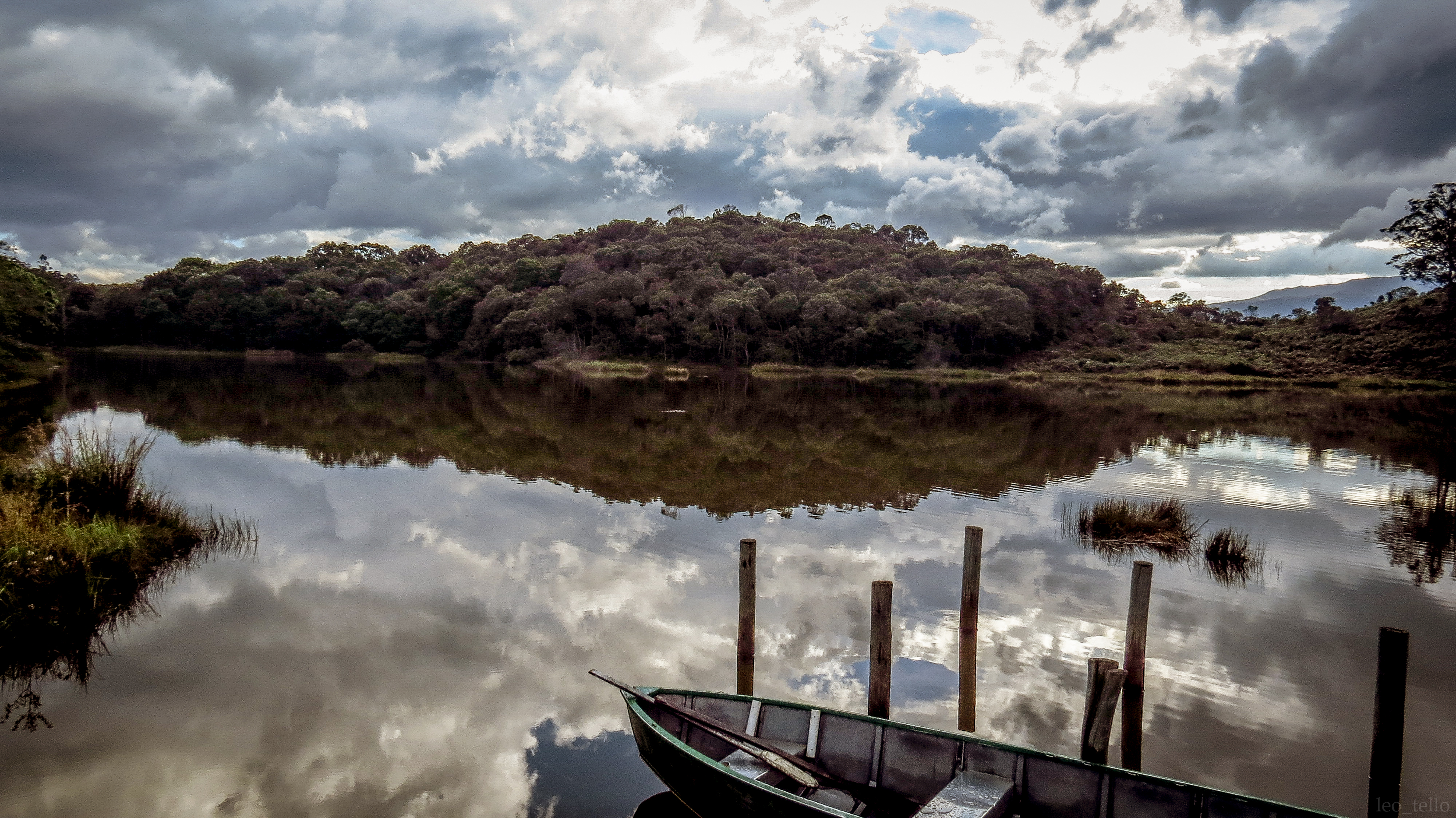
Laguna Las Coloradas

- Puente de Matarredonda
- Laguna de Guitoque
- Reserva forestal Protectora la Serranía El Peligro

## Nuevas construcciones

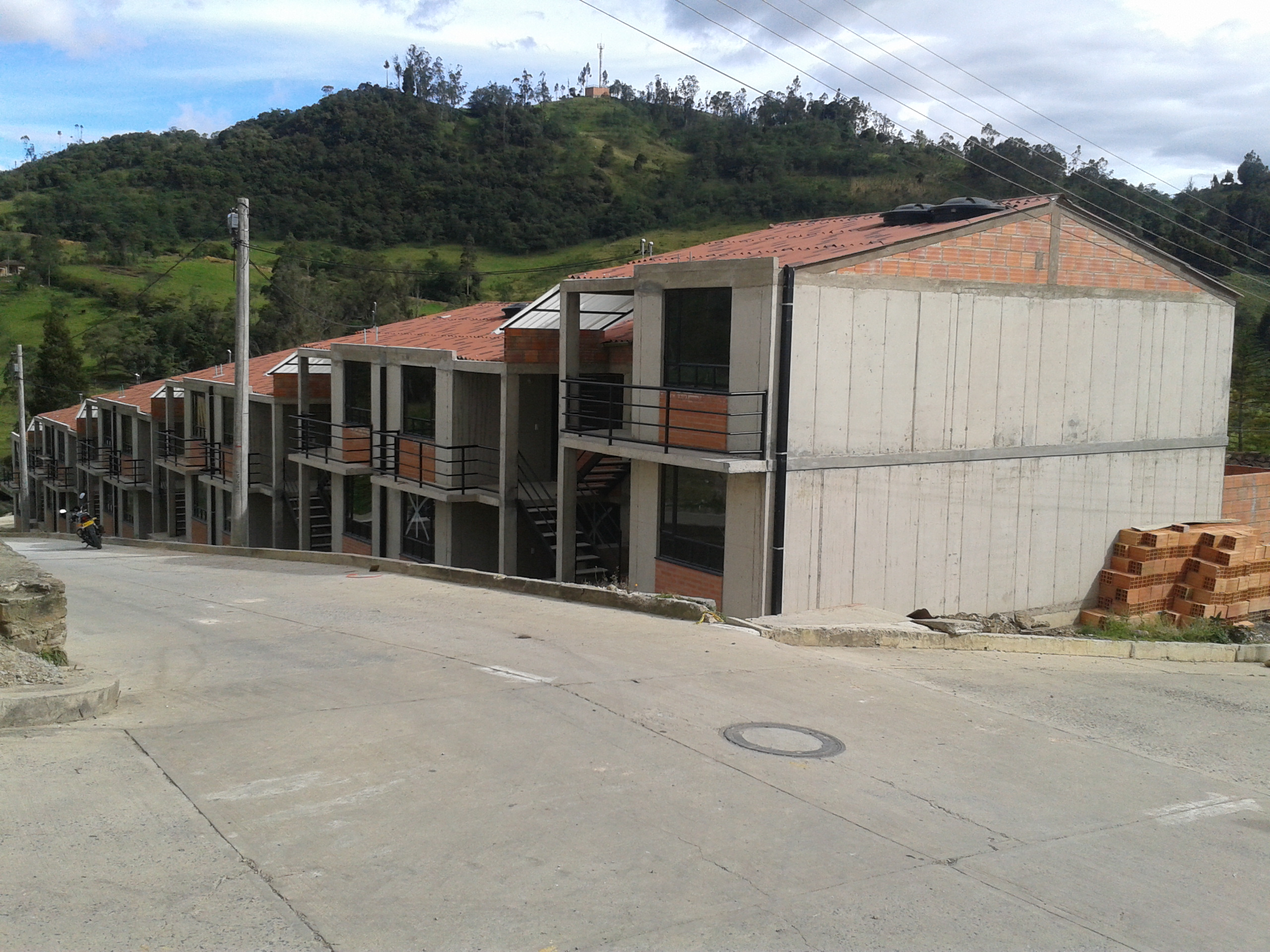
Urbanización Reina Sofía.

El centro urbano del municipio ha venido transformándose dando paso a construcciones modernas, generalmente de Vivienda de Interés Social densificada (Proyecto llevado a cabo en el periodo de gobierno 2008-2011 del administrador Javier Sanabria ). Este proceso ha logrado la consolidación urbana y el aprovechamiento del suelo del Municipio ya que las condiciones topográficas no permitían el desarrollo colectivo de las edificaciones.